# モンスター文庫大賞
モンスター文庫大賞（モンスターぶんこたいしょう）は双葉社が主催していた小説新人文学賞である。2015年に一度だけ開催された。

## 概要
「小説家になろう」に作品を投稿し、双葉社が運営するモンスター文庫からデビューする小説新人賞である。ジャンルはライトノベル。同時にキノコの娘大賞も行われた。募集テーマは「異世界」「バトル」「ハーレム」「SF」「ロボット」「ミリタリー」など……面白ければ何でもありということになっていた。「小説家になろう」に投稿している作品（完成・未完は問わず）において「モンスター文庫大賞」のキーワードを設定すると応募完了ということになっていた。応募時点での文字数制限はなく、プロ・アマ問わず誰でも応募できた。細かい要件をいうと、キーワードに「モンスター文庫大賞」が設定されている作品で、応募締切までに文字数が10万字以上ある作品が対象となった。賞金は最優秀賞、100万円。優秀賞、50万円。奨励賞、10万円。選考は双葉社のモンスター文庫編集部が行った。

## 受賞作
| 年   | 賞       | 作品名                         | 著者   |
| ---- | -------- | ------------------------------ | ------ |
| 2015 | 最優秀賞 | 『エルフ転生からチート建国記』 | 月夜涙 |
| 2015 | 優秀賞   | 『魔法の国の魔弾』             | ゼミル |
| 2015 | 奨励賞   | なし                           | なし   |